# Karl Kockel

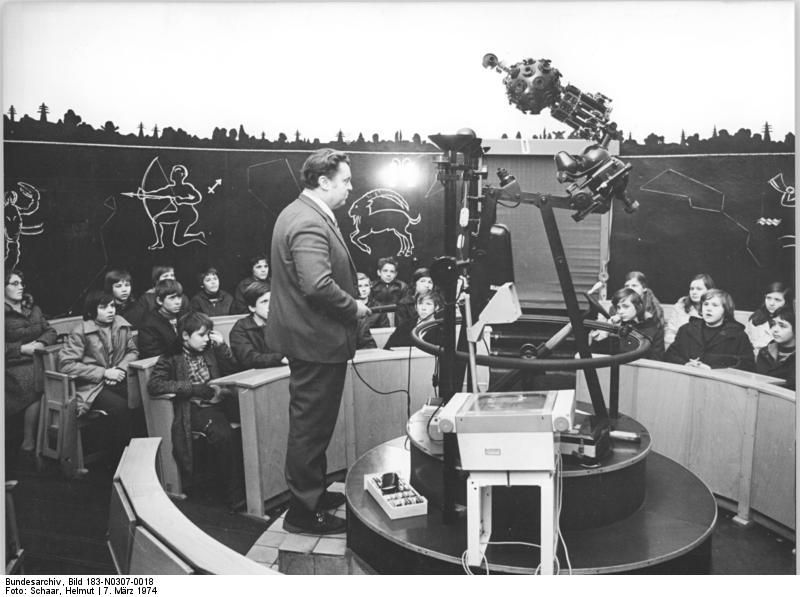
Karl Kockel 1974 im Planetarium Kanena

Karl Kockel (* 27. August 1926 in Halle (Saale); † 7. Dezember 2015 in Bad Dürrenberg) war ein deutscher Lehrer, Amateurastronom, Gründer der Astronomischen Station Johannes Kepler und Initiator des Raumflug-Planetariums „Sigmund Jähn“.

## Leben
Karl Kockel wurde am 27. August 1926 in Halle (Saale) geboren und wuchs in Schladebach, einem Ortsteil von Kötzschau in der Stadt Leuna, auf. Als Jugendlicher machte er eine Ausbildung zum Reichsbahngehilfen. Ab 1945 arbeitete Kockel als Volkspolizist. Im Jahr 1953 begann er ein Fernstudium der Mathematik. Im September 1957 wurde er Direktor der Grundschule Kanena, die kurz darauf zusammen mit der Schule in Bruckdorf zur polytechnischen Oberschule erweitert wurde. Ab 1959 wurde dort der Astronomieunterricht eingeführt.
Vom 17. Juni bis zum 15. Juli 1961 erfolgte auf seinen Vorschlag der Bau einer Dachsternwarte auf dem Schulgebäude, die später aufgrund der Rauchbelästigung durch die nahegelegenen Schornsteine wieder zurückgebaut wurde.

### Bau der Astronomischen Station Johannes Kepler
Am 18. April 1962 war der Baubeginn der Sternwarte in Kanena. Am 21. September desselben Jahres erfolgte die Einweihung. Diese Rundsternwarte stellte den ersten Teil der heutigen Astronomischen Station Johannes Kepler dar.
Am 6. April 1963 erfolgte der erste Spatenstich für den Bau des Planetariums Kanena. Den Entwurf für das Kleinplanetarium fertigte Bauingenieur Emmerich Bauer an. An den Arbeiten beteiligten sich neben Karl Kockel und den umliegenden Betrieben auch die Schüler der polytechnischen Oberschule in Kanena. Die feierliche Eröffnung folgte am 6. Oktober 1963.
Im Jahre 1965 kam eine weitere Sternwarte hinzu, um mehreren Schülern gleichzeitig eine Beobachtung zu ermöglichen. Dabei handelte es sich um einen Rechteckbau, dessen Dach mittig getrennt und nach beiden Seiten weggeschoben werden konnte, um einen freien Blick zum Himmel zu ermöglichen.
Die Rechtecksternwarte ist heute auf Grund von Baufälligkeit nicht mehr in Betrieb.

### Bau des Raumflug-Planetariums „Sigmund Jähn“
Die Carl-Zeiss-Werke Jena präsentierten zu Beginn der 1970er-Jahre einen neuen Planetariumsprojektor und suchten hierfür ein Planetarium als Referenzobjekt. Aufgrund der Bemühungen von Kockel und dem damaligen Oberbürgermeister der Stadt Halle (Saale) Hans Pflüger erhielt Halle (Saale) den Zuschlag.
Als Ort für das neue Planetarium wählte man die Peißnitzinsel, wo 1976 die zweijährige Bauphase begann. Am 10. November 1978 wurde es feierlich eröffnet.

### Erhalt der Astronomischen Station nach der Wende
Nach 1990 war die Astronomische Station Johannes Kepler lange Zeit geschlossen. Nachdem über einen Abriss der Station diskutiert wurde, gründeten am 10. März 1998 mehrere Anwohner Kanenas und Fürsprecher der Station – darunter auch Kockel – den Verein Astronomische Station Johannes Kepler Kanena e.V. zum Erhalt der Einrichtung. Anschließend übernahm der Verein den Betrieb der Station und kümmerte sich um den Erhalt. Seither sind das Planetarium und die Rundsternwarte wieder für die Öffentlichkeit zugänglich und werden auch von Schulen zur Ergänzung des Astronomieunterrichtes genutzt.
Im August 2022 wurde die Rundsternwarte aus Anlass ihres 60-jährigen Bestehens auf den Namen Karl-Kockel-Sternwarte getauft.